# Entomobrya nivalis
Entomobrya nivalis is een springstaartensoort uit de familie Entomobryidae. De wetenschappelijke naam werd in 1758 gepubliceerd door Linnaeus in de tiende editie van Systema naturae. 

## Kenmerken
Entomobrya nivalis is ongeveer 2 mm lang. De kleur bestaat uit een gele of witte achtergrond met donker pigment dat dwarse banden vormt langs het derde segment van de thorax en de segmenten twee tot zes van de buik. Het vierde segment van de buik heeft een U- of 11-vormig patroon dat deze soort gemakkelijk onderscheidt van andere Entomobrya-soorten.

## Ecologie
Entomobrya nivalis komt voor in gematigde en poolgebieden van Noord-Amerika en Europa. Jonge exemplaren leven meestal in het bladerdek van bossen en migreren naar boven nadat ze volwassen zijn geworden, tussen korstmossen die aan bomen groeien. Tijdens de winter schuilen ze onder losse delen schors.
De hemolymfe van Entomobrya nivalis is rijk aan antivriesverbindingen, waardoor hij bestand is tegen de zeer lage temperaturen van de winter.